# Niżnia Hawrania Ławka
Niżnia Hawrania Ławka (ok. 1710 m) – przełączka w północno-zachodniej grani Hawrania w słowackich Tatrach Bielskich. Grań ta oddziela Dolinę Czarnego Potoku od Doliny Hawraniej. Przełęcz znajduje się pomiędzy Skrajnym Hawranim Kopiniakiem (ok. 1720 m) na północy, a Zadnim Hawranim Kopiniakiem (ok. 1740 m) na południu. Z Doliny Czarnego Potoku przełęcz jest łatwo osiągalna, natomiast na południowy zachód do Doliny Hawraniej z przełęczy opada pionowa ściana o wysokości około 80 m.
Przełączka jest jedynym miejscem, z którego łatwo można wejść na Skrajny Hawrani Kopiniak. Można przejść granią z Jeleniego Siodła na Niżni Hawrań. Pierwsze takie przejście: Władysław Cywiński 13 października 1993 r. (trudność: miejscami 0, I, II w skali tatrzańskiej)
Rejon przełęczy porasta kosodrzewina. Nazwę przełęczy wprowadził Władysław Cywiński w 4 tomie przewodnika Tatry. 